# Caso Graneris
Il caso Graneris è un caso di omicidio multiplo commesso a Vercelli la notte del 13 novembre 1975 da Doretta Graneris e dal suo fidanzato Guido Badini, che uccisero con una pistola cinque membri della famiglia della ragazza; il caso ebbe all'epoca grande rilevanza mediatica per l'efferatezza del delitto e le implicazioni sulla morale comune.
Le vittime furono: i genitori Itala Zambon (41 anni) e Sergio Graneris (45 anni), i nonni Romolo Zambon (79 anni) e Margherita Baucero (76 anni) e Paolo Graneris (13 anni), fratello di Doretta Graneris.

## Storia
Doretta Graneris (Vercelli, 16 febbraio 1957) era la maggiore di due figli. Gli insegnanti del liceo artistico di Novara che la ragazza aveva frequentato con discreto profitto la descrissero come «educata, rispettosa, di sani principi religiosi... I genitori le volevano un bene dell'anima», mentre i suoi amici ricordarono come la giovane si sentisse insicura per il proprio aspetto fisico (reputandosi troppo grassa, si imponeva frequenti digiuni) e di carattere malinconico, litigasse spesso con i genitori da lei reputati troppo severi e sembrasse soffrire di solitudine.
Aveva conosciuto Guido Badini a una festa per il capodanno 1973 organizzata a casa sua; Badini, rimasto orfano da poco, venne invitato dallo zio per fargli passare in compagnia quell'occasione di festa. I due ragazzi si piacquero subito e incominciarono a frequentarsi e poi lei andò a convivere con lui. Il ragazzo, descritto dagli amici come un giovane immaturo che fino alla morte della madre aveva insistito per dormire nel letto con lei, era appassionato di armi da fuoco ed esperto di tiro a segno.
Il padre della ragazza aveva rilevato l'officina da gommista del suocero, cosa che gli consentiva un buon tenore di vita e gli aveva permesso di accogliere gli anziani suoceri. All'epoca degli omicidi, Graneris aveva 18 anni e Badini 21. Dopo l'ennesima lite con i genitori, che non vedevano di buon occhio la relazione con Badini, Doretta era scappata di casa, stabilendosi a Novara, dove lei e il fidanzato convivevano nell'appartamento di Badini, in vista di un prossimo matrimonio programmato per la settimana successiva agli omicidi.
Le loro condizioni economiche erano precarie, per via della disoccupazione di Badini e del rifiuto di Doretta di trovare un lavoro. Per venire incontro alle esigenze dei ragazzi, i genitori della Graneris, risoltisi ad accettare le nozze della figlia, avevano regalato alla coppia il mobilio per la camera e la cucina come dono di nozze e avevano deciso di assumere Badini nell'officina di famiglia.

### L'omicidio
La sera del 13 novembre 1975 Graneris e il fidanzato si recarono in casa dei genitori di lei accompagnati da una terza persona, e uccisero tutti a colpi di pistola. Il terzo partecipante, Antonio D'Elia aveva avuto una relazione con la Graneris; inizialmente D'Elia avrebbe dovuto compiere gli omicidi, per garantire un alibi ai giovani, ma alla fine si accordò per svolgere solo il ruolo di “palo” ed autista.
Badini, mentre i due complici effettuavano il furto di una Simca 1300 ad Arese, noleggiò una Fiat 500 e la usò per raggiungere la ragazza e l'amico in un parcheggio nei pressi di Vercelli. A bordo della Simca, i tre si diressero a casa dei genitori della ragazza, in via Caduti dei Lager n. 9; i genitori accolsero i due giovani davanti alla TV, mentre D'Elia rimase ad aspettare in macchina, pronto alla fuga. I Graneris discussero coi giovani per alcuni minuti di questioni legate al matrimonio e della promessa del padre di donare alcuni lingotti d'oro alla coppia. 
Dalle confessioni non emerse con certezza l'autore materiale degli omicidi, in quanto entrambi i giovani si scambiarono l'accusa di aver premuto il grilletto della calibro 7.65 di proprietà di Guido. La prima vittima fu il padre, Sergio Graneris, seguito dalla madre della ragazza che cercò di intervenire, poi vennero uccisi i nonni materni e per ultimo gli spari furono contro il tredicenne Paolo, dapprima solo ferito ed infine ucciso. In tutto, dalla pistola vennero sparati 17 colpi, più uno per abbattere il cane della famiglia che aveva abbaiato durante la fuga degli assassini. Secondo le confessioni, dopo gli omicidi i ragazzi si recarono a casa di un amico di Badini, un certo Giorgio, in cui trascorsero un'ora e quarantacinque minuti, allontanandosene alle 23:30. Secondo i presenti, la coppia si sarebbe comportata normalmente.

### Indagini e processo
I corpi delle vittime furono scoperti il mattino successivo da Maria Ogliano, 67 anni, l'altra nonna di Doretta Graneris, avvertita dai dipendenti dell'azienda del figlio della sua insolita assenza. La donna si recò alla villa dove, insospettita dall'audio del televisore rimasto acceso, entrò in casa scoprendo i cadaveri. La coppia venne rintracciata dai carabinieri mentre faceva acquisti in un mercatino rionale poco distante da casa. La reazione composta della ragazza suscitò sospetti nei militari. Venne ritrovato a bordo della Opel Rekord 1700 di Badini un bossolo che, anche se non corrispondeva alle munizioni usate per gli omicidi, insospettì gli inquirenti che approfondirono le ricerche e trovarono a casa sua altri bossoli come quelli dell'arma usata per l'omicidio. Dopo altre indagini e testimonianze che alludevano ad abitudini particolari della coppia, i carabinieri convocarono i giovani in caserma per un interrogatorio che si concluse dopo otto ore con la confessione.
Inizialmente fu la Graneris a confessare, dichiarando di avere ucciso personalmente i genitori e scagionando il fidanzato. Le contraddizioni, l'uso di un'arma da fuoco che la ragazza non avrebbe saputo usare e la violenza del delitto, spinse però i carabinieri ad approfondire le indagini dubitando della versione della ragazza. Badini intanto ammise l'omicidio, attribuendo però la responsabilità alla ragazza. La Graneris, nei primi mesi di carcere preventivo, continuò a scrivere lettere affettuose al fidanzato, per poi decidere di abbandonarlo definitivamente quando scoprì che lui le aveva addossato tutta la colpa, alludendo a una sua relazione segreta con D'Elia.
Dalle indagini emerse che la Graneris aveva un rapporto conflittuale con i genitori, con cui litigava anche per i motivi più futili. Nell'estate del 1975, conseguito il diploma di maturità presso il liceo artistico, in seguito all'ennesima lite, la ragazza era scappata da casa, stabilendosi presso il fidanzato. I coniugi Graneris non vedevano di buon occhio la relazione tra i due e disapprovavano le abitudini di Badini, che ritenevano fragile e insicuro. Altri motivi di dissapore erano riconducibili al fatto che il giovane non avesse un lavoro, nonostante un diploma di ragioniere, e che manifestasse simpatie politiche di estrema destra, ma ultimamente i rapporti sembravano migliorati, pare soprattutto per intercessione di Badini, che al processo giunse persino a sostenere di aver considerato i coniugi Graneris alla stregua dei propri genitori. Dalle indagini emersero aspetti torbidi nella relazione tra Doretta e Guido: sesso di gruppo, voyeurismo, scambi di coppia, tutti particolari che, all'epoca, suscitarono un certo scandalo.
In seguito a questo tradimento, l'amore della Graneris per il ragazzo venne meno, e anch'ella cominciò ad accusare Badini, attribuendogli l'ideazione del piano e l'intenzione di appropriarsi del patrimonio della famiglia. Badini confessò di aver compiuto l'azione da solo: dichiarò di aver temuto di perdere la ragazza per via del disprezzo che i genitori provavano per lui, e affermò di aver desiderato rendere la ragazza orfana come lui, poi cambiò parzialmente difesa. Infatti ricordò ai giudici di essere rimasto orfano da ragazzo, dichiarò che in realtà i Graneris l'avevano accettato come fidanzato della figlia, tanto da aver comprato per loro una costosa cucina e una camera da letto e da avergli trovato un posto di lavoro nell'officina del suocero e negò di essere mai stato simpatizzante fascista, sostenendo che la sua ambizione era sposarsi e avere una famiglia numerosa. Ripetutamente dichiarò di essere stato plagiato dalla fidanzata e che l'avrebbe a suo dire, costretto a compiere la strage prospettandogli una vita facile grazie all'eredità dei genitori. Il patrimonio delle vittime all'epoca era stimato in circa 100 milioni di lire.
Un secondo colpo di scena scaturì invece dalle dichiarazioni della Graneris, che confessò l'omicidio di una prostituta come prova per il massacro. L'affermazione non trovò riscontro, e venne identificata dai giudici come un tentativo di invocare l'infermità mentale, subito esclusa da una perizia psichiatrica. I parenti superstiti della ragazza si costituirono parte civile nel processo, rifiutando pubblicamente di prendere in considerazione l'idea di perdonarla e rilasciando dichiarazioni molto dure alla stampa. Durante le indagini emerse il profondo risentimento che la ragazza nutriva nei confronti dei genitori, dai quali si sentiva limitata e soffocata e che trovava — come testimoniò una compagna di scuola — di una ristrettezza mentale desolante.
La camera di consiglio durò dieci ore: D'Elia riuscì a ottenere la seminfermità mentale e le attenuanti, che gli valsero ventidue anni di carcere; alla coppia venne invece inflitto l'ergastolo. Vennero condannati a 15 anni anche due amici che avevano aiutato a pianificare gli omicidi, e avevano fornito la benzina per bruciare l'auto rubata. Guido venne condannato a un anno e mezzo di isolamento diurno, e a 5 anni di casa di lavoro per l'omicidio di una prostituta.

### Epilogo
Doretta Graneris, che in carcere ha conseguito la laurea in architettura, nel 1992 ottenne la libertà condizionale. L'atto di clemenza suscitò polemiche. Il caso è stato ripreso nel febbraio 2001 dopo il delitto di Novi Ligure, per via dei diversi punti in comune tra i due episodi delittuosi, e nel 2008, anche a seguito della semilibertà concessa a Pietro Maso, autore dell'assassinio dei genitori nel 1991.

## Influenza culturale
Nel 2014 la serie Rai Stelle nere dedica alla strage una puntata, servendosi di immagini e interviste dell'epoca.